# Время чести

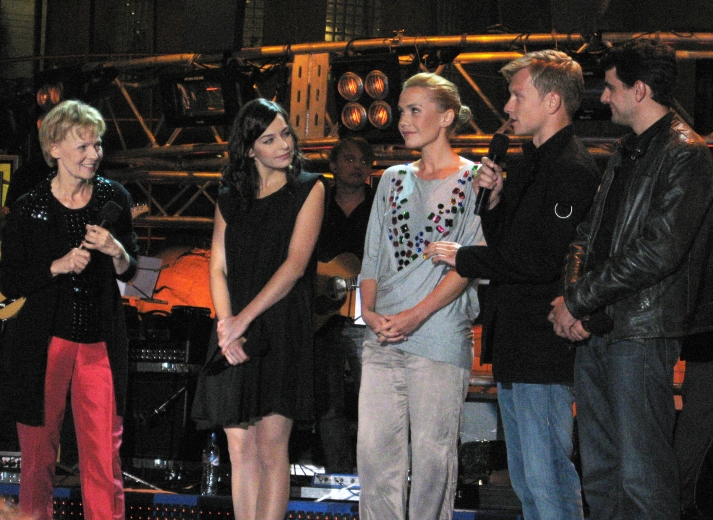
На презентации сериала: Ева Венцель, Агнешка Вендлоха, Ольга Болондж, Якуб Весоловский, Антоний Павлицкий (2009)

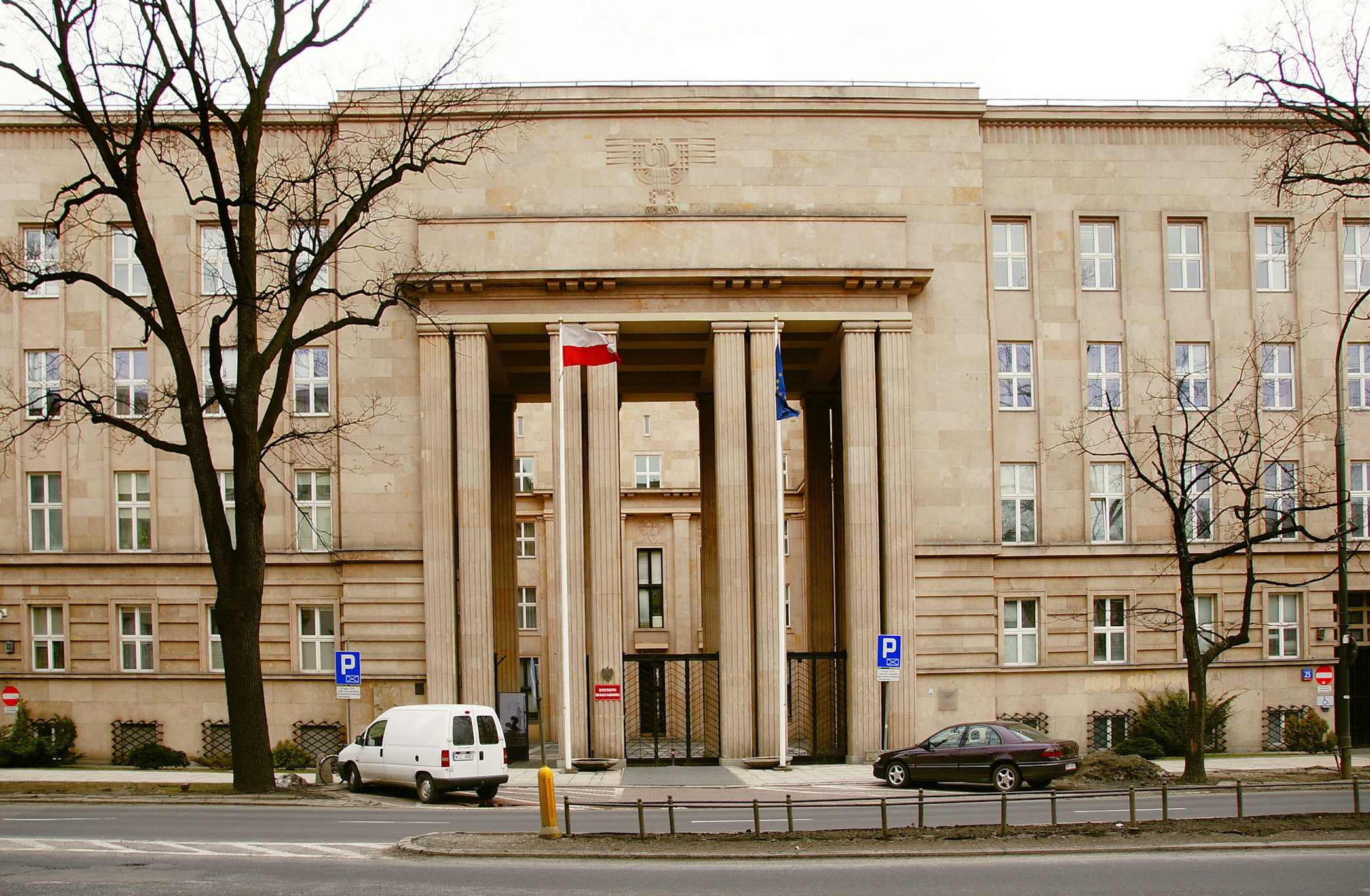
Здание министерства религий и общественного образования на аллее Суха № 25, во время оккупации штаб-квартира варшавского Гестапо. Фасад здания неоднократно показан в сериале.

«Время чести» (пол. Czas honoru) — польский телесериал, выходивший на канале TVP2 с сентября 2008 по ноябрь 2014 года. В основу сериала легла одноимённая книга Ярослава Сокула. На ноябрь 2014 года вышли 7 из ранее планировавшихся 12 сезонов сериала. TVP2 заявила о прекращении работы над проектом.
Права на адаптацию сериала купили Италия, Китай, Черногория и Швеция. Премьера сериала на русском языке состоялась на телеканале «Вот так».

## Фабула сериала
Фабула сериала основывается на истории бойцов Союза вооружённой борьбы/Армии крайовой/Делегатуры вооружённых сил в стране. Главные герои относятся к тихотёмным, подготовленным в Великобритании и заброшенным в оккупированную Польшу профессиональным диверсантам и разведчикам, ведущим борьбу за независимость Польши. Сериал показывает разведывательную и контрразведывательную борьбу II отдела главного штаба ЗВЗ/АК с Абвером, СД, Гестапо, ГРУ и НКВД.
Действие 1-3 сезонов сериала происходят весной, летом и осенью 1941 года. 4 сезона — с апреля до июня 1944. 5 сезона — последние дни Второй мировой войны и после её окончания, с апреля по июль 1945 года. 6 сезон — 1946 год. Действия 1-6 сезонов развиваются в хронологической последовательности. Действие 7 сезона нарушает хронологию, в нём события происходят во время варшавского восстания.
Местом действия сериала в основном является Варшава, в том числе и Варшавское гетто. Ряд сцен происходят на территории Генерал-Губернаторства, Англии, Италии, нацистской Германии, Народной Польши, Американской оккупационной зоны Германии и Чехословакии.

## Отсылка к историческим событиям
Фабула сериала содержит отсылки к реальным историческим событиям, связанным с деятельностью отрядов ЗВЗ/АК:
- Покушение боевой группы «ZOM» на Иго Сыма, директора «Theater der Stadt Warschau» (довоенный Польский театр) и руководителя кинотеатра Nur für Deutsche «Helgoland» (довоенный кинотеатр «Палладиум»).
- Массовые расстрелы в Пальмирах — немецкие репрессии против польского и еврейского населения, проводившиеся в районе деревни Пальмиры. Всего в Пальмирах погибло около 1700 человек, в основном представители польской элиты и заложники.
- Акция NW — ликвидация контрразведкой АК т. н. «Верховного руководства лондонского правительства», созданной Абвером и Гестапо, с целью проникновения немецких агентов в ЗВЗ/АК.
- Разгром отрядов «Оса»-«Коса» — провал нескольких десятков бойцов отрядов Оса и Коса-30, во время бракосочетания одного из польских солдат АК в костёле св. Александра на площади Трёх крестов в Варшаве.
- Акция «Коппе» — неудачное покушение АК в Кракове на обергруппенфюрера СС Вильгельма Коппе.
- Афера Польского отеля — провокация Гестапо, с целью ограбления и уничтожения евреев, в том числе и скрывающихся на «арийской стороне», под предлогом получения ими разрешения на выезд в Палестину.
- Акция «Горец» — во время которой диверсионный отряд Кедыва АК «Мотор» отбил у немцев инкассаторский грузовик с деньгами на сумму 105 миллионов оккупационных злотых.
- Акция в Целестинове — во время которой диверсионный отряд Кедыва АК «Мотор» отбил у немцев 49 арестованных, перевозимых по железной дороге в концлагерь Аушвиц.
- Операция «Мост III» — разведывательная акция АК с целью получения частей ракеты Фау-2, испытывавшейся на полигоне у деревни Пусткув, около Дембицы.
- Подрыв мощного заряда на вокзале Фридрихштрассе в Берлине, проведенный диверсионной группой отряда Загра-Лин.
- Акция «Кучера» — удачное покушения солдат отряда Агат на Франца Кучеру, главу СС и Полиции Варшавского дистрикта Генерал-Губернаторства.
- Oflag VII A — немецкий концлагерь для содержания пленных офицеров, находившийся в Баварии, возле Мурнау-ам-Штаффельзее. Был освобождён 29 апреля 1945 года подразделениями из 12 танковой дивизии армии США, под командованием генерал-майора Родерика Р. Аллена.
- Павяк — самая большая немецкая тюрьма на территории Генерал-Губернаторства, находившаяся на улице Павей, в Варшаве. Показанная в фильме сцена принуждения узников к занятиям гимнастикой на горящих углях, на самом деле имела место в данной тюрьме и была одним из пунктов обвинения на послевоенном процессе штандартенфюрера СС Людвига Хагна и охранника Павяка роттенфюрера СС Томаса Виппенбека.
- Арест 16 руководителей Подпольной Польши, в том числе генерала Леопольда Окулицкого, вице-премьер-министра Яна Янковского и председателя Совета национального единства Казимежа Пужака, органами НКВД во главе с полковником Пименовым в Прушкуве, 27-28 марта 1945.
- Разговоры с палачом — капитан Казимеж Мочарский, глава Бюро информации и пропаганды АК, содержался после ареста 11 августа 1945 года, в мокотовской тюрьме в одной камере с группенфюрером СС Юргеном Штропом.
- Дело Людвика Калькштейна — подпоручик АК Людвик «Ганка» Калькштейн был арестован Гестапо и после угроз что пытать будут его мать, согласился сотрудничать с немцами. Во время восстания воевал в рядах СС. В фильме назван Антонием Карковским.
- Варшавское восстание — в том числе и многочисленные эпизоды восстания — захват складов Ваффен-СС на Ставках, освобождение 348 евреев из концлагеря на улице Генсей (Генсиувка), уничтожение жителей полицейского квартала, резня на Воли, резня на Охоте, оборона Старувки, выселение варшавского населения в транзитный концлагерь Dulag 121 в Прушкуве, транзитный лагерь в костёле св. Войцеха на Воли, прорыв в Средместье.

Действующий в фильме бывший польский боксёр Францишек Шимульский, является отсылкой к польскому боксёру Францишеку Шимуре, двукратному серебряному призёру чемпионатов Европы в полутяжёлом весе.
Несколько раз появляющийся в сериале полковник Бродович, это глава отдела II АК, подполковник Вацлав Берко (псевдоним Бродович).

## Места съёмок
- Варшава: Рынок Нового мяста, Краковское предместье, улица Новый Свят, улица Сьрёдкова, улица Снегоцкей, улица Обожна, улица Фредры, улица Беднарска, старая ветеринарная больница на улице Гроховской, Скарышевский парк, фабрика по производству водки на улице Зомбковской, Варшавская Политехника, площадь Повстанцев Варшавы, улица Сталова (в качестве улицы гетто), фотопластикон, Национальный институт общественного здоровья.
- Подкова-Лесьна: поместье Ярослава Ивашкевича.
- Пясечно: вагонное депо Пьясеченской узкоколейной дороги.
- Скерневице: паровозное депо.
- Констанцин-Езёрна: старая бумажная фабрика.
- Милянувек: вилы Эманув, Валерия и Турчинек.
- Новы-Двур-Мазовецки: крепость Модлин.
- Кампиносский национальный парк.
- Плоцк: речной порт.
- Ядвисин: дворец Радзивиллов.
- Валим: помещения старой фабрики тканей.
- Свебодзице: развалины фабрики Силена.

## Показ сезонов сериала
| Сезон     | Число серий | Даты показа                        |
| --------- | ----------- | ---------------------------------- |
| I         | 13          | 7 сентября 2008 — 30 ноября 2008   |
| II        | 13          | 13 сентября 2009 — 6 декабря 2009  |
| III       | 13          | 19 сентября 2010 — 12 декабря 2010 |
| IV        | 13          | 4 сентября 2011 — 27 ноября 2011   |
| V         | 13          | 2 сентября 2012 — 25 ноября 2012   |
| VI        | 13          | 1 сентября 2013 — 24 ноября 2013   |
| Восстание | 12          | 7 сентября 2014 — 23 ноября 2014   |

## Действующие лица

### Подпольщики Армии Крайовой
- Владек Конарский (псевдонимы Рышард, Кмициц) (актёр Ян Вечорковский) — поручик Войска Польского. Сын Чеслава и Марии, брат Михала. Перед войной кадровый офицер, боксёр. Прошёл обучение в диверсионной школе в Англии. Во время оккупации в подполье. После войны командует партизанским отрядом. Встречается с Рудой. В 1944 году произведён в капитаны.
- Бронек Войцеховский (псевдоним Чёрный) (актёр Мачей Закосьцельны) — поручик Войска Польского. До войны офицер запаса. Прошёл обучение в диверсионной школе в Англии. В подполье вначале исполнитель приговоров подпольного суда. Потом боец специального отдела. В 1944 году получил звание капитана. После войны в Лондоне, затем заброшен обратно в Польшу для выполнения приговора Антонию Карковскому. Жених Ванды Рыжковской.
- Янек Маркевич (псевдоним Роман) (Антоний Павлицкий) — подпоручик Войска Польского. Брат коммунистического подпольщика Станислава, муж Лены Сайковской и отец Яся. До войны студент архитектуры. Прошёл обучение в диверсионной школе в Англии. В подполье занимался изготовлением фальшивых документов. Затем член специального отдела. С 1944 года в звании поручика. После поражения восстания попал в лагерь, затем вернулся в Варшаву искать пропавших жену и сына. Находился под наблюдением УБ. Убит Леоном Василевским.
- Михал Конарский (псевдонимы Гузик, Серый) (Якуб Весоловский) — подпоручик Войска Польского. Сын Чеслава и Марии, младший брат Владека. Прошёл обучение в диверсионной школе в Англии. Перед войной учился на медицинском факультете. С 1944 года поручик. В подполье в Варшаве, затем, после войны, в Мюнхене. Обратно вернулся в Польшу и участвовал в партизанской борьбе. Был женихом Каролины Осмянской. В течение всего фильма встречается и расстаётся с Целиной, до самой её гибели.
- Виктория Рудницка (псевдоним Руда) (актриса Каролина Горчица) — подпольщица. Невеста Владека. Наблюдатель АК, затем исполнитель приговоров подпольного суда. В 1946 году на сфальсифицированном процессе приговорена к смертной казне. Отбита отрядом Владека.
- Целина Длужевска (актриса Ольга Болондж) — связная АК. Была невестой офицера АК Кшиштофа, погибшего от рук немцев. Затем встречалась с Михалом. Была убита Антонием Карковским.
- Чеслав Конарский (актёр Ян Энглерт) — майор Войска Польского, до войны ротмистр. Муж Марии, отец Владека и Михала. Командир диверсионной группы, заброшенной из Англии в Польшу. Во время операции по освобождению Владека смертельно раненый Гердом Келлером. Похоронен под вымышленным именем. Награждён Крестом Храбрых (посмертно).
- Ромек Сайковский (актёр Пётр Журавский) — брат Лены, сын Леона и Сабины. В начале войны в гетто. Член еврейского воинского союза. Участник восстания в гетто, после которого попал в лагерь, откуда ему удалось сбежать. Затем в Генсиувке. Освобождён отрядом Янека. Участник восстания. После войны, будучи уверен что Лена погибла, покончил жизнь самоубийством. Похоронен на еврейском кладбище.
- Томаш Кравич (псевдоним Кравец) (актёр Войцех Майщак) — капитан/майор польского подполья. С 1942 года командир специальной группы (сменил на этом посту Доктора). Командовал батальоном во время восстания. Погиб, подорвавшись на мине, во время облавы УБ/НКВД.
- Ежи (псевдоним Доктор) (актёр Даниэль Ольбрыхский) — довоенный друг Чеслава и Марии. Принял командование группой после смерти Чеслава. Затем переведен в Главный штаб.
- Лола (в IV сезоне Каролина Осмяньская) (актриса Магдалена Бочарская) — агент MI-6, узница Павяка, где находится как проститутка. Затем внедрена на полигон по испытанию Фау-2. Добыла материалы с полигона. Невеста Михала Конарского. Заподозрена в связи с коммунистами и ликвидирована главными героями. То что она агент MI-6 стало известно после её смерти.
- Елень (актёр Пётр Лигенза) — партизан АК и проклятых солдат. Заместитель Владека в партизанском отряде. Убит Лебедевым.
- Мариан Сухецкий (псевдоним Вильк) — семнадцатилетний участник восстания в отряде Владека. Совершил несколько подвигов. Упорно не желает носить повязку восставших. В течение нескольких часов был женат с Миленой, санитаркой одного из отрядов, погибшей у него на глазах. По ошибке убит советскими десантниками, принявшими его за немца из-за отсутствия повязки.
- Бартош Кривицкий (псевдоним Мицкевич) — участник восстания в отряде Владека. Пишет стихи. Влюблён в Зосю. Погиб во время освобождения евреев из Генсиувки.
- Камиль Кравич (псевдоним Бамбо) — участник восстания. Сын Кравца. Погиб, застреленный Карковским.
- Зося (актриса Кася Савчук) — санитарка и связная во время восстания. Игнорирует ухаживания Мицкевича. Любит Апача. Погибает от пули снайпера на глазах у Апача.
- Апач — повстанец из отряда Владека. В ходе восстания опекает младшую сестру Ирину, вместе с которой гибнет во время попытки переправиться на пражский берег Вислы.

### Семьи подпольщиков и другие граждане
- Ванда Рыжковская (актрисы — I сезон Мария Осташевская, со II сезона Магдалена Ружчка) — до войны театральная актриса, выступавшая в театре Атенум. Дочь Елены и Казимира Корытовских, бывшая жена Кароля Рыжковского, невеста Бронека. Заключённая в тюрьме Павяк, затем на принудительных работах в Германии. После войны диктор Польского радио. Обвинена УБ в сотрудничестве с гестапо и арестована.
- Лена Сайковская (затем Лена Маркевич) (актриса Агнешка Вендлоха) — дочь Сабины и Леона, сестра Ромека, невеста/жена Янека Маркевича, мать Яся. До войны училась архитектуре. В начале войны вместе с семьёй переселена в гетто. Выведена Янеком из гетто и стала курьером АК. Во время восстания спасена офицером АЛ Леоном Василевским, который затем убил нашедшего её мужа. В последней части вдова, работает в проектном бюро восстановления Варшавы.
- Мария Конарская (актриса Катаржина Гневковская) — врач-нефролог. Жена Чеслава, мать Владека и Михала. Работает в городском госпитале № 2. Затем узница концлагеря Майданек. С помощью Отто Кирхнера освобождена и стала личным врачом матери немецкого губернатора Людвига Фишнера. После восстания в концлагере. Затем вместе с Кирхнером вернулась в Варшаву.
- Леон Сайковский (актёр Кшиштоф Глобиш) — до войны профессор полонистики. Заключённый варшавского гетто. Муж Сабины, отец Лены и Ромека. Убит нацистами в ходе аферы в Польском отеле.
- Отто Кирхнер — немецкий военный врач, довоенный знакомый Марии. Обер-лейтенант/гаупман вермахта. Направлен немецким командованием в госпиталь, где работала Мария. После известия о смерти его сына в Греции, добился отправки на Восточный фронт. Затем вернулся в Варшаву. Добился освобождения Марии из Майданека и её приёме в качестве домашнего доктора к матери немецкого губернатора. Перешёл на сторону поляков, когда узнал что его второй сын пропал без вести в России. После восстания заключён в концлагерь вместе с Марией. Потом вернулся в Польшу, где пытался получить разрешение на работу. НКВД пытается привлечь его в качестве агента, показав ему живого сына, попавшего в советский плен. После гибели сына у него на руках, нелегально уезжает в Германию.
- Ингебор «Инга» Неуманн (актриса Каролина Грушка) — немецкая певица, любовница и друг Ларса Райнера. Погибла во время акции в ресторане «Эден».
- Эмилия Возняк (актриса Соня Бохосевич) — бывшая агент гестапо и любовница Карковского. Жена Возняка, от которого ждёт ребёнка. После гибели ребёнка, случайно убитого Бронеком во время покушения на Карковского, вместе с Карковским пытается ограбить Возняка, но он освобождается с помощью Райнера и убивает Эмилию.
- Катя Левиньская (актриса Габриэла Мазурек) — пропавшая во время войны дочь Ады Левиньской. Найдена Яблоньским. Похищена Владеком и обменена на Руду.
- Елена Корытовская (Добжыньская) (актриса Ева Венцель) — мать Ванды Рыжковской и жена товарища Завиши. В течение войны и после неё делает всё, что-бы спасти Ванду. Арестована УБ после доноса Толи.

### Сотрудники СС, Гестапо, СД и Абвера
- Ларс Райнер (актёр Пётр Адамчик) — оберштурмбанфюрер СС, шеф варшавского гестапо, бывший инспектор Интерпола. Сменил на посту Герда Келлера. Боролся с польским подпольем. Затем переведен в Салоники, но в 1944 году возвращён в Варшаву. После восстания внесён в списки военных преступников. После войны попал в американский плен. Был заброшен ОСС в Варшаву в 1946 году для выполнения одного задания, после которого полякам разрешалось его ликвидировать. В конце сериала сумел сбежать (по видимому в Аргентину). Его агентами были Эмилия, Возняк и Карковский. Любил Ингу Неуманн.
- Мартин Хальбе (актёр Кристиан Вечорек) — майор Абвера. Завербовал Кароля Рыжковского. После провала одной из операций убил Герда Келлера. Был связным агента Тадеуша. Сотрудничал с Ларсом Райнером. Погиб от рук поляков в ресторане «Эден».
- Герд Келлер (актёр Кшиштоф Стельмачик) — штандартенфюрер СС. Шеф варшавского гестапо. Тяжело ранен во время операции по освобождению Владека, тогда-же убил Чеслава. Задушен своим сотрудником Мартином Хальбе.
- Уве Раппке (актёр Пшемыслав Блющ) — шарфюрер СС, специалист по пыткам варшавского гестапо. В том числе пытал Владека, Руду, Кшиштофа. Погиб во время польской акции в ресторане «Эден».
- Иоганн фон Релаский (актёр Павел Малашиньский) — гауптман Абвера, внедрившийся в польское подполье под именем Тадеуш Кручек. Убит главными героями во время акции в ресторане «Эден».
- Йозеф Танненберг (актёр Томаш Дедек) — оберштурмбанфюрер СС, шеф гестапо в Кракове, переведен на пост шефа варшавского гестапо после отставки Райнера. Проводил политику террора для подавления подполья. Ликвидирован в результате специальной операции главных героев.
- Людвиг Фишер (актёр Роберт Козыра) — группенфюрер СС, губернатор варшавского дистрикта.
- Антоний Карковский (в Англии Эндрю Симпсон) (актёр Бартоломей Каспшиковский) — агент гестапо. Пытался сбежать в Англию, но был раскрыт Бронеком. Приехал в Варшаву за Эмилией. Ликвидирован главными героями.
- Толя (актриса Иоанна Осыда) — бывший агент гестапо, выдававшая себя за бывшую узницу Майданека. Сумела втереться в доверие к Елене. Выдала УБ Елену, Ванду и Возняка.
- Эрнст фон Хаккель — обергруппенфюрер СС и генерал Ваффен-СС. Направлен для подавления восстания. Проводил массовый террор.

### Деятели коммунистического подполья, Народной Польши и НКВД
- Кароль Рыжковский (актёр Лукаш Конопка) — до войны капитан разведки Польши. Бывший муж Ванды Рыжковской. Завербован в 1941 году абвером, под предлогом что это спасёт его сестру, заключённую в Аушвице. Затем агент гестапо. Когда узнал что сестра давно погибла, попытался сбежать в Венгрию. Потом в коммунистическом подполье. Член отряда Сорокина. После войны капитан УБ. Награждён бронзовым Крестом Заслуг. Ценой своей жизни спас Бронека. Покончил жизнь самоубийством.
- Сташек Маркевич (актёр Матеуш Яницкий) — подпольщик из ЗВВ. Брат Янека. Входил в организацию Сорокина. Погиб во время операции главных героев по ликвидации коммунистического подполья в Варшаве.
- Ада Левиньская (актриса Магдалена Целецкая) — начальник одного из департаментов Министерства общественной безопасности Народной Польши (УБ). Довоенный друг Казимира Корытовского. Любовница полковника Яблоньского. Мать Кати Левиньской. Ведёт борьбу с польским подпольем. В последней серии задержана Лебедевым во время обмена Кати на Руду.
- Казимир Корытовский (псевдоним Завиша) (актёр Ян Фрыч) — видный деятель Народной Польши. В 20-х годах изучал медицину в Варшавском университете. Был членом компартии Польши. Попал под сталинские репрессии после возвращения из Испании. Дружит с Ада Левиньской, дочкой его товарища по Испании, погибшего в ходе репрессий. Муж Елены и отец Ванды. После войны занимает высокий пост в Варшаве. После конфликта со Звонарёвым переведен для создания польской администрации в Щецине.
- Леон Василевский (актёр Адам Воронович) — полковник УБ. Участник коммунистического подполья в Варшаве. Во время восстания спас Лену с ребёнком. Имел задание отыскать всех живых тихотёмных. Когда Янек нашёл Лену, убил Янека, но и сам был убит Бронеком. Награждён Крестом Храбрых.
- Звонарёв (актёр Гжегож Даменцкий) — майор НКВД. Внедрён в польское подполье под псевдонимом Боцян. Провёл операцию по аресту лидеров подполья. Погиб во время одной из операций главных героев. Награждён орденом Красного Знамени, орденом Красной Звезды, медалью За боевые заслуги.
- Сорокин (актёр Мирослав Бака) — офицер Красной Армии. Направлен в Варшаву для организации коммунистического подполья. Убит главными героями во время операции по ликвидации коммунистического подполья.
- Иренеуш Возняк (актёр Мариуш Киян) — вовлечён Рыжковским в сотрудничество с гестапо. После побега Рыжковского остаётся агентом гестапо. После войны, благодаря Каролю, стал поручиком УБ. Под угрозой выдачи его былых связей с гестапо, помогает Елене и Ванде. Муж Эмилии, которая от него ждёт ребёнка. Выдан Толей и арестован.
- Адам Яблоньский (актёр Михал Журавский) — полковник УБ. Любовник Ады Левиньской. Выдаёт Лебедеву её план обменять Катю на Руду. Награждён орденом Креста Грюнвальда III класса.
- Лебедев (актёр Эрик Любос) — полковник НКВД, неофициальный куратор Левиньской. Проводит ряд операций против польского подполья, в том числе и ликвидацию отряда Владека, во время обмена Кати на Руду. Награждён орденом Ленина, орденом Красного Знамени, медалью XX лет РККА, медалью за оборону Сталинграда.
- Алексей Дыков (актёр Роберт Гонера) — майор ГРУ. Направлен во время восстания советским командованием с обещаниями помощи восставшим.

## Музыка
Автором музыки является Бартош Хайдетский. Музыка была хорошо принята зрителями и критикой. Диск с саундтреком фильма, выпущенный 29 ноября 2010 года, Польским Радио, был продан в большом количестве экземпляров.
Музыка из фильма была номинирована на награду IFMCA, как лучшая музыка телевизионного сериала и получила награду Transatlantyk Oceans Award 2011 года.
В VII части сериала исполняются две песни в исполнении Каси Савчук, также играющей в сериале роль Зоси. Песня «Девушка с гранатой» вошла в хит-парад польских песен.
Dziewczyno z granatem w ręce, dziewczyno w zielonej sukience!

Warszawa się broni, walka trwa: o wolność, o honor, o kraj!

Do broni dziewczyno kochana! Do broni chłopaku mój!

Wnet wolna będzie Warszawa! Do broni, po wolność, na bój!— Kasia Sawczuk - Dziewczyna z granatem

## Награды и номинации
- 2010 год: Platinum Award (WorldFest Independent Film Festival, Хьюстон).
- 2010 год: Серебряная медаль на New York Festivals (Нью-Йорк)[7].
- 2011 год: Transatlantyk Oceans Award для Бартоша Хайдетского на Международном фестивале фильма и музыки в Познане[8].
- 2012 год: Фестиваль «Телекамеры» — лучший сериал года.
- 2013 год: Фестиваль «Телекамеры» — лучший сериал года[9].
- 2013 год: Награда «Страж памяти» еженедельника «До жечи»[10].
- 2013 год: Награда «Бестселлер» сети Эмпик.
- 2014 год: Фестиваль «Телекамеры» — лучший сериал года.